# Кала
Кала (фр. Callas) је насељено место у Француској у региону Прованса-Алпи-Азурна обала, у департману Вар.
По подацима из 2011. године у општини је живело 1823 становника, а густина насељености је износила 37,01 становника/km².

## Демографија
| 1962. | 1968. | 1975. | 1982. | 1990. | 2011. |
| ----- | ----- | ----- | ----- | ----- | ----- |
| 538   | 608   | 708   | 945   | 1.276 | 1.823 |